# 346型レーダー
346型レーダー（中国語: 346型雷达、制式名: H/LJG-346）は、中国人民解放軍海軍で採用されている3次元レーダー（フェーズドアレイレーダー）。駆逐艦や航空母艦の多機能レーダーとして搭載されている。

## 来歴
中国人民解放軍海軍は、053K型フリゲート（江東型）に搭載した381型レーダーにより、3次元レーダーの艦上運用に着手した。同機はその後、旅大型駆逐艦の一部にも搭載されたが、性能的には不足だったのか、2000年代以降に就役した艦隊防空ミサイル搭載のミサイル駆逐艦では、ロシア製のフレガートMAE-5（あるいはその山寨版の382型）が搭載された。
一方、これと並行して、国産の多機能レーダーとして開発されたのが本機である。中国では、1989年より、当時アメリカ合衆国で建造されていたアーレイ・バーク級ミサイル駆逐艦に搭載されたAN/SPY-1を技術指標としてフェーズドアレイレーダーの技術論証に着手、1994年にはSバンドを使用した送受信（T/R）モジュールの開発に成功し、1995年には艦載用フェーズドアレイレーダーの開発を正式に要求した。しかしモジュールの小型化やその最適配置、冷却などの技術的課題が山積しており、初の搭載艦となる052C型駆逐艦「蘭州」の建造は2000年から開始されたものの、レーダーの完成はその7年後となった。

## 設計
052C型駆逐艦（蘭州級）で、4面固定式のアクティブ・フェーズドアレイ・アンテナを用いた多機能レーダーとして搭載されたのが346型であった。アンテナ1面は、Sバンドのマイクロ波を送受信する捜索用の部分（4メートル四方）と、その両側に配置されてCバンドのマイクロ波を送受信する火器管制用の部分（縦4メートル×横0.2メートル）で構成されており、火器管制用の部分はHHQ-9艦対空ミサイルの誘導を担当していた。また、これら全体がカバー（レドーム）で覆われていたが、冷却系が空冷式であったことから、その効果を得られるように、カバーの中央部が盛り上がったかまぼこ型の形状となっていた。レーダー最大距離は400キロメートル以上とされる。ただしそれでも、動作中にアレイ面を均一に冷却できないという問題があり、探知距離や動作時間に制限が生じたとされる。
052D型駆逐艦（昆明級）では、発展型の346A型が搭載された。これは送受信モジュール数を増加するとともに、冷却系を液冷へと変更することで、送信出力を増大している。また液冷化に伴い、AESAアンテナを覆うカバー（レドーム）も平面に近い単純な外観となった。
055型駆逐艦（南昌級）ではアンテナ面積を40パーセント拡大した346B型が搭載されており、探知距離は（ステルス機を標的とする場合も含めて）60パーセント延伸されたとされる。アメリカ海軍では、総合的にみて自軍のAN/SPY-6よりも優れている可能性を指摘している。

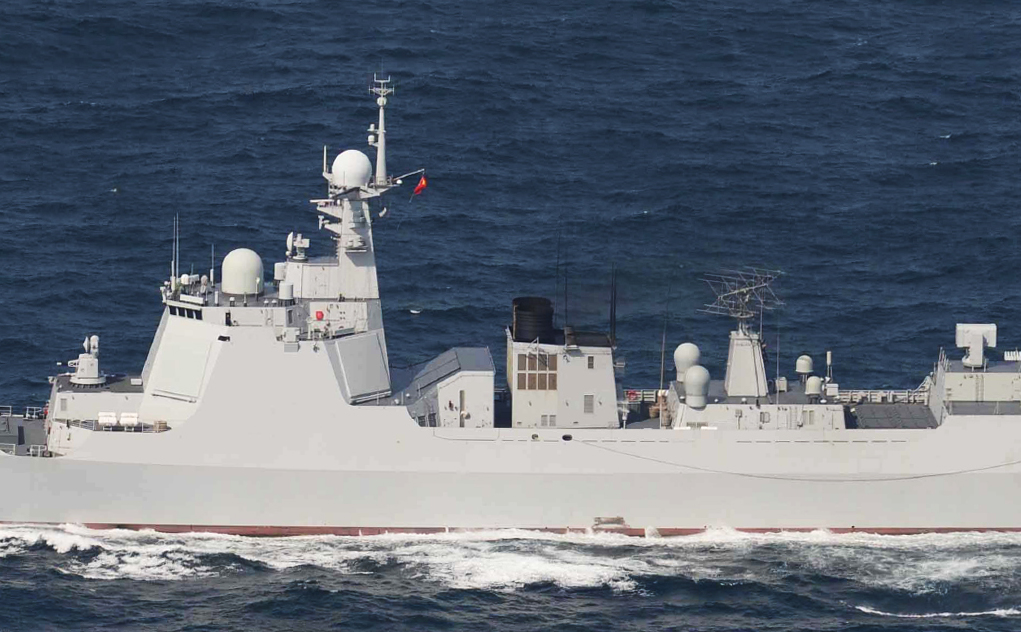
052D型駆逐艦の上部構造物。艦橋構造物の四方に346A型レーダーのアンテナが固定設置されている。

## 採用国と搭載艦
中国人民解放軍海軍
- 航空母艦
  - 「遼寧」（001型）
  - 「山東」（002型）
  - 「福建」（003型）
- 駆逐艦
  - 蘭州級駆逐艦（052C型）
  - 昆明級駆逐艦（052D型）
  - 南昌級駆逐艦（055型）